# 普氏山鱂
普氏山鱂為輻鰭魚綱鯉齒目鯉齒亞目鯉齒鱂科的其中一種，分布於南美洲秘魯的的喀喀湖流域，體長可達15公分，棲息在中底層水域，生活習性不明。

## 擴展閱讀
維基物種上的相關：普氏山鱂